# Shenzhou 10
Shenzhou 10 (神舟十号; Shénzhōu shíhào) är en kinesisk rymdfarkost av typen Shenzhou som 2013 gjorde Kinas femte bemannade rymdfärd. Den lyckade uppskjutningen av Shenzhou 10 markerade slutet för fas II i Projekt 921 i Kinas rymdprogram.
11 juni 2013 sköts Shengzhou 10 upp med bärraketen Chang Zheng 2F/G från Jiuquans satellituppskjutningscenter i Inre Mongoliet. Besättningen var Nie Haisheng (befäl, och även besättning på den tidigare Shenzhou 6), Zhang Xiaoguang (pilot) och Wang Yaping (laboratorieassistent)(Kinas andra kvinna i rymden). Under flygningen dockade man två gånger med den obemannade kinesiska rymdstationen Tiangong 1 och var dockade i totalt 12 dygn. På rymdstationen utfördes medicinska och tekniska experiment. Från rymdstationen höll även Wang Yaping en videoföreläsning för mer än 60 miljoner studenter på jorden.
Den 26 juni återinträdde farkosten i jordens atmosfär och landade i Inre Mongoliet efter drygt 14 dagar i rymden, vilket var den dittills längsta rymdresa som en kinesisk besättning genomfört.
Shenzhou 10 skiljer sig i flera avseenden från sin föregångare Shenzhou 9. De huvudsakliga skillnaderna är relaterade till automatisk och manuell dockning och dockningskapacitet, förbättrad prestanda, säkerhet och tillförlitlighet.

## Backup
Officiellt har ingen backupbesättning uppgivits, men inofficiella källor uppger att backupbesättningen var  Liu Boming (befäl), Panzhan Chun (pilot) och Deng Qingming (laboratorieassistent).